# إلدون غارنت
إلدون غارنت هو مصور كندي، ولد في 1953 في تورونتو في كندا.